# كاليماخوس
كاليماخوس أو قَلِيمَاخُس أو كَليماخوس أو كَليماخُس (باليونانية: Καλλίμαχος)‏ وتشير له بعض المؤلفات باسم كاليماخوس القوريني، هو باحث ونحاء وشاعر إغريقي ولد بقورينة في برقة (شرق ليبيا حاليا) حوالي سنة 305 ق.م. ودرس في أثينا حيث عمل باحثا وتوفي بها العام 240 ق.م.

## حياته
كان كاليماخوس المولود في قورينا أو كيريني وهي مدينة شحات الحالية الموجودة في برقه في ليبيا يعتبر من اعظم شعراء العصر الهيلينيستي قاطبة لدرجة انه قد يؤخذ على أنه المثال الكامل لشعراء هذا العصر كما أنه يمثل ذروة الشعر في العصر السكندري ومن هذه الوشائج التي جمعها في ذاته وادبه ليكون مثالا لأدباء العصر الهيلينستي هو انه كان كاتبا موسوعيا تميز بثقافته العلمية والأدبيه واللغويه الواسعة ويبدو ذلك في ديوانه الشهير الأسباب
ويميل كاليماخوس إلى كتابة الشعر القصير وينأى بنفسه عن كتابة الشعر الطويل مثل الملاحم وبتالي احب كثيا كتابة الإيبيجارمات وهو لون من ألوان الشعر الأغريقي القصير وحبه للشعر القصر هو سبب نشوب النزاعات الأدبيه وافكريه بينه وبين أشهر معاصريه الشاعر أبولونيوس الرودسي صاحب ملمحة الأرجونيتكا (بحارة سفينة الأرجو) وانتهى هذا النزاع برحيل أبوللونيوس عن الإسكندرية تماما إلى جزيرة رودس حيث نقح ملحمة الأرجونيتكا وعاد إلى الإسكندرية لكنه للاسف كان كاليماخوس قد مات.
يعتبر المدح المبالغ فيه من أهم سمات شعر كاليماخوس بل وشعراء العصر الهيلينستي اجمعين لنه كان عصر ملكيا محضا وبعد سقوط الديمقراطيه الأثينيه ومعظم البوليس (المدن الدويلات) بعدان تحولت لجزء من إمبراطورية المقدونيين.
وكان مدح كاليماخوس مبالغا فيه لدرجه انه في النشيد إلى أبوللو يقول على لسان أبوللو أله الشعر والفن فيما معناه ان بطليموس فيلاديلفوس (بطليموس الثاني - المحب لأخته)اعظم من أبوللو ذاته وليس غريبا على كاليماخوس أن يقدم ذلك المدح لبطليموس الثاني والذي كان راعيه الأول وراعي كل الأدباء والمفكرين في عصره والذي ينسب إليه إنشاء مكتبة الإسكندرية.
كان كاليماخوس شاعر البلاط الأول حيث حظى بكل الرعاية والاهتمام من الملك بطليموس فيلاديلفوس وزوجته الملكة أرسينوي ويؤكد بعض المؤرخين ان كاليماخوس عمل امينا لمكتبة الإسكندرية الشهيرة وانه خلف ديميتروس الفاليري حاكم أثينا الأسبق في امانة المكتبة لكن عمله في هذه الوظيفة فيه شك فالبعض أيضا يؤيد الرأي الذي يقول انه لم يتول امانة المكتبة والحقيقة ان الالتباس سببه انه عمل معلما لأبناء الملك وهذه الوظيفة لم كين يقوم بها في العادة غير امين مكتبة الإسكندرية.
على اية حال فان الكيد ان كاليماخوس كان له مجهود ضخم في ترتيب وتبويب كتب المكتبة فهو ينسب إليه أول فهارس وببلوجرافيا مكتبيه في التاريخ اجمع حيث قام بعمل بلوجرافيا ضخمه لكتب مكتبة الإسكندرية سواء الجزء الخاص بالقصر أو مكتبة الموسيون (الجامعة السكندريه) ذاتها
كانت أعمال كاليماخوس كثيره جدا ويبدو ذلك من كثرة أسماء أعماله التي لم يصلنا منها غير الأسماء فقط لكن وصلنا أيضا أجزاء كثيره من أعماله وبعضها كامل أيضا مثل ملحمة هيكالي الشهيرة ولعلنا نطلق عليه قصيده ملحميه صغيره لن كاليماخوس لم يكن يحب كتابة الملاحم كما أسلفنا كذلك الأناشيد الموجهة للأله مثل النشيد إلى أبوللو والنشيد إلى دايانا والنشيد إلى زيوس وكلها تحمل أشارات مديح مبالغ فيها.
وأيضا هناك تلك المجموعة الكبيرة من إبيجراماته والتي وصلتنا وهي قصائد قصيره لكنها قمة العبقرية في المدرسة السكندريه ووصلنا أيضا جزء مهم من أعماله ينسبه البعض لديوان الأسباب الشهير وهو خصلة فيرينيكي وهي قصيده مدح رائعه في الملكة فيرينيكي زوجة بطليموس يوريجيتيس (بطليموس الثالث - الخير) حيث عاصر جزءا من عصر بطليموس الثالث ومات في أثناء حكمه وخصلة فرينيكي عملا رائعا كما قلنا لانه يتحدث على لسان خصلة شعر الملكة التي قصتها وقدمتها قربانا للمعبد الربة افروديت زوفيريتوس وفاء لنذرا كانت قد نذرته لو عاد زوجها يوريجيتيس منتصرا وسالما من حربه ضد الأسرة السليوكيه في سوريا (أسرة أنتيوخوس)
عاش كاليماخوس حياة ملؤها المجد والفخار بعد أن كان معلما فقيرا في ضاحية راكوتيس بالإسكندرية بعد أن اتى من كيريني بليبيا واستوطن الإسكندرية.

## أهم أعماله
1. ديوان الأسباب
2. خصلة فيرينيكي
3. ملهمة هيكالي
4. النشيد إلى أبوللو
5. النشيد إلى ديلوس
6. النشيد إلى زيوس
7. النشيد إلى دايانا
8. مجموعه من الابيجرامات.

## روابط خارجية
- كاليماخوس على موقع الموسوعة البريطانية (الإنجليزية)
- كاليماخوس على موقع ميوزك برينز (الإنجليزية)
- كاليماخوس على موقع ديسكوغز (الإنجليزية)